# Драммонд (Монтана)
Драммонд (англ. Drummond) — місто (англ. town) в США, в окрузі Гранит штату Монтана. Населення — 272 особи (2020).

## Географія
Драммонд розташований за координатами 46°39′58″ пн. ш. 113°8′49″ зх. д. / 46.66611° пн. ш. 113.14694° зх. д. (46.666186, -113.146996). За даними Бюро перепису населення США в 2010 році місто мало площу 1,38 км², уся площа — суходіл.

### Клімат
| Клімат : Драммонд     | Клімат : Драммонд | Клімат : Драммонд | Клімат : Драммонд | Клімат : Драммонд | Клімат : Драммонд | Клімат : Драммонд | Клімат : Драммонд | Клімат : Драммонд | Клімат : Драммонд | Клімат : Драммонд | Клімат : Драммонд | Клімат : Драммонд | Клімат : Драммонд |
| Показник              | Січ.              | Лют.              | Бер.              | Квіт.             | Трав.             | Черв.             | Лип.              | Серп.             | Вер.              | Жовт.             | Лист.             | Груд.             | Рік               |
| Середній максимум, °C | −2,2              | 0,0               | 2,2               | 7,2               | 12,2              | 17,2              | 23,9              | 22,8              | 16,1              | 10,0              | 2,8               | −0,6              | 9,4               |
| Середній мінімум, °C  | −12,2             | −11,1             | −11,1             | −6,1              | −2,2              | 2,2               | 5,6               | 4,4               | 0,6               | −2,8              | −7,8              | −10,6             | −4,4              |
| Норма опадів, мм      | 64                | 58                | 61                | 64                | 79                | 81                | 36                | 36                | 41                | 38                | 53                | 64                | 671               |
| --------------------- | ----------------- | ----------------- | ----------------- | ----------------- | ----------------- | ----------------- | ----------------- | ----------------- | ----------------- | ----------------- | ----------------- | ----------------- | ----------------- |
| Джерело: Weatherbase  |                   |                   |                   |                   |                   |                   |                   |                   |                   |                   |                   |                   |                   |

## Демографія
Згідно з переписом 2010 року, у місті мешкало 309 осіб у 143 домогосподарствах у складі 84 родин. Густота населення становила 224 особи/км². Було 179 помешкань (130/км²).
Расовий склад населення:
| - 97,7 % — білих - 0,3 % — корінних американців - 0,3 % — чорних або афроамериканців |

До двох чи більше рас належало 1,6 %. Частка іспаномовних становила 1,6 % від усіх жителів.
За віковим діапазоном населення розподілялося таким чином: 19,1 % — особи молодші 18 років, 57,6 % — особи у віці 18—64 років, 23,3 % — особи у віці 65 років та старші. Медіана віку мешканця становила 46,9 року. На 100 осіб жіночої статі у місті припадало 94,3 чоловіків; на 100 жінок у віці від 18 років та старших — 98,4 чоловіків також старших 18 років.
Середній дохід на одне домашнє господарство становив 52 165 доларів США (медіана — 37 656), а середній дохід на одну сім'ю — 56 501 долар (медіана — 43 333). За межею бідності перебувало 19,9 % осіб, у тому числі 40,4 % дітей у віці до 18 років та 13,4 % осіб у віці 65 років та старших.
Цивільне працевлаштоване населення становило 152 особи. Основні галузі зайнятості: мистецтво, розваги та відпочинок — 20,4 %, виробництво — 19,7 %, сільське господарство, лісництво, риболовля — 15,8 %, освіта, охорона здоров'я та соціальна допомога — 14,5 %.